# Ross-sæl
Rosssæl (Ommatophoca rossii) er en ægte sæl (familie Phocidae), der udelukkende lever i pakisen omkring Antarktis. Det er den eneste art af slægten Ommatophoca. Arten er først beskrevet på Ross-ekspeditionen i 1841 og er den mindste, mest sjældne og dårligst kendte af de antarktiske sæler. Særlige kendetegn omfatter uforholdsmæssigt store øjne og komplekse, trillende og sirene-lignende lyde.

Ross-sæler er tæt beslægtet med de øvrige antarktiske sæler, der omfatter krillsæl (Lobodon carcinophaga), søleopard (Hydrurga leptonyx) og Weddellsæl (Leptonychotes weddelli). Fossile ross-sæler kendes tidligst fra begyndelsen af Pleistocæn, i New Zealand.

## Beskrivelse
Ross-sæler bliver omkring 1,7–2,1 m lange og vejer 130-220 kg for hannerne; hunnerne er lidt større: 2,0–2,5 m. Ungerne er ca. 1 m lange og vejer ca. 16 kg ved fødslen. Pelsen er mørkebrun på ryggen og sølvskinnende hvid på bugen. Pelsen afbleges og bliver lysebrun i løbet af den antarktiske vinter nedenunder. Karakteristisk på tæt hold er ross-sælens meget store øjne, der er op til 7 cm i diameter.
Ross-sæler kan lave en bred vifte af komplekse kvidrende og sirene-lignende lyde, hørbare på lang afstand, både på isen og neddykket i vandet. Sirenelyden under vand kan bestå af to adskilte toner, der ikke er harmonisk relateret, men med samme rytme. Hvordan lydene frembringes er uklart. Formålet med disse lyde er også ukendt, omend det er nærliggende at de har en funktion i kommunikation med artsfæller.

## Udbredelse og bestand
Ross-sælen er den sjældneste og mindst undersøgte sælart ved Antarktis. Den forekommer spredt i pakisen rundt om hele Antarktis og forlader meget sjældent det Sydlige Ishav. Undtagelsen er omstrejfende dyr, der ekstraordinært kan træffes omkring sub-Antarktiske øer. 
Den samlede bestand af ross-sæler er anslået til ca 130.000 sæler, men dette skøn er forbundet med stor usikkerhed (95% konfidensinterval spænder fra 20.000 til 227.000). Der vides meget lidt om udviklingen i bestanden. En genetisk undersøgelse kunne ikke finde tegn på en genetisk flaskehals i denne art i nyere tid, hvilket tyder på at bestanden har været stabil i nyere tid. Arten har ikke været jaget i nævneværdigt omfang, sandsynligvis på grund af den spredte forekomst og utilgængelige levested, dybt inde i pakisen.

## Fødesøgning og reproduktion
Ross-sæler lever primært af blæksprutter og fisk i den pelagiske zone, primært isfisk. Ross-sæler er formentlig selv bytte for spækhuggere og søleoparder.
Hunnerne føder deres unger på isen i November. Ungerne dier i fire uger før fravænning. Parringen menes at foregå i vandet i perioden umiddelbart efter ungen er vænnet fra, men parring er aldrig observeret. Ross-sæler bliver kønsmodne omkring 3-års alderen og antages at have en levetid omkring 20 år i naturen.